# After Taxes
After Taxes è il secondo album in studio del rapper statunitense Sheek Louch, pubblicato nel 2005.

## Tracce
1. Intro – 1:52
2. Street Music – 3:46
3. On the Road Again – 3:24
4. Pain (featuring Jadakiss) – 3:46
5. 45 Minutes to Broadway – 3:34
6. One Name (featuring Carl Thomas) – 3:21
7. Guess Who (Interlude) – 0:21
8. Maybe If I Sing – 3:40
9. Devine (featuring J-Hood) – 3:53
10. Kiss Your Ass Goodbye (Remix) (featuring Fabolous, Beanie Sigel & T.I.) – 4:17
11. Do Not Interrupt (Interlude) – 0:58
12. Run Up (featuring Styles P) – 3:41
13. Get Up, Stand Up (featuring Redman) – 4:23
14. Pressure – 4:15
15. Movie Niggas (featuring Ghostface Killah) – 3:47
16. Juice Bar (Interlude) – 1:11
17. All Fed Up – 3:28
18. Get Money (featuring Jadakiss) – 3:55
19. Kiss Your Ass Goodbye (featuring Styles P) – 4:02

## Classifiche
| Classifica (2005) | Posizione raggiunta |
| ----------------- | ------------------- |
| Stati Uniti       | 23                  |